# Ken Takakuwa
 (août 2014).
Si vous disposez d'ouvrages ou d'articles de référence ou si vous connaissez des sites web de qualité traitant du thème abordé ici, merci de compléter l'article en donnant les références utiles à sa vérifiabilité et en les liant à la section « Notes et références ».
Ken Takakuwa (né le 25 mars 1985 à Shizuoka) est un nageur japonais, spécialiste de 4 nages.
Il participe au 200 m 4 nages lors des Jeux olympiques de Londres et termine 6e en finale. Il a été champion des Jeux asiatiques en 2010 et médaille d'argent en 2006.